# Marc Kaschke
Marc Kaschke (* 1973 oder 1974 in North Platte) ist ein US-amerikanischer Politiker. Von 2008 bis 2012 war er Bürgermeister der Stadt North Platte in Nebraska.
Kaschke wurde in North Platte, wo seine Eltern die John-Deere-Vertretung besaßen, geboren und wuchs auch dort auf. Er studierte an der University of Nebraska-Lincoln und verließ diese 1996 mit einem Bachelor of Business Administration. Danach arbeitete er als Berater für junge Unternehmen im ländlichen Nebraska.
2006 bewarb sich der Republikaner Kaschke im 42. Wahldistrikt (umfasst das Lincoln County) um den Sitz im Parlament von Nebraska, unterlag jedoch Tom Hansen. Im Jahr 2008 gewann Marc Kaschke die Bürgermeisterwahl in North Platte und folgte damit G. Keith Richardson, welcher auf eine Wiederwahl verzichtete. 2012 unterlag er seinem Mitbewerber Dwight Livingston für das Bürgermeisteramt.